# Żuków Drugi
Żuków Drugi – wieś w Polsce położona w województwie lubelskim, w powiecie lubelskim, w gminie Krzczonów.
W latach 1975–1998 miejscowość administracyjnie należała do ówczesnego województwa lubelskiego.
Wieś stanowi sołectwo gminy Krzczonów.
Wierni Kościoła rzymskokatolickiego należą do parafii Matki Bożej Królowej Polski w Żukowie.